# Ziemassvētku jampadracis
Ziemassvētku jampadracis är en lettisk familjefilm från 1993 regisserad av Varis Brasla efter ett manus av Alvis Lapiņš som bygger på barnboken Die Familie Pfäffling från 1907 av Agnes Sapper.
Filmen vann filmpriset Lielaja Kristaps.

## Handling
30-talet av 1900-talet. Det finns fem barn i familjen Cīrulīši, men pappa Valdemārs är en fattig musiklärare som inte kan tjäna tillräckligt med pengar på pianolektioner för att försörja familjen och betala hyran för lägenheten till hyresvärden Skarainis. Det finns naturligtvis inte tillräckligt med pengar för biljetter till konserten för det lilla underbarnet Raimondiņš. Barnen skulle älska att lösa den här situationen, men allt förvandlas till en stor röra och underbarnets finger skadas så att han inte längre kan spela musik. Valdemar räddar konserten och Raimondiņšs pappa erbjuder honom ett jobb på sin musikskola.

## Rollista
- Dace Eversa
- Jānis Paukštello
- Edgars Eglītis
- Līga Zostiņa
- Lāsma Zostiņa
- Liene Zostiņa
- Ilmārs Zostiņš
- Nora Bidere
- Kaspars Ādamsons
- Indra Burkovska
- Juris Gornavs
- Uldis Dumpis
- Ināra Kalnarāja
- Roberts Beķeris
- Vilnis Beķeris